# 丰岛与志雄
丰岛与志雄（日语：／ Toyoshima Yoshio */?，1890年11月27日—1955年6月18日），日本小说家，儿童文学作家，翻译家。法政大学名誉教授。日本艺术院会員。
丰岛与志雄生前热心于日中友好及和平运动，曾多次访华，先后担任日中友好协会副会长、顾问等职务。

## 生平
明治23年11月27日生于福冈县下座郡福田村。在当地读小学。14岁时开始寄居在母亲的老家福冈，在福冈县立中学修猷館学习，5年后以优异成绩毕业。之后赴东京，在舊制第一高等學校深造，1912年考入東京帝国大学，专注学习法国文学，开始发表作品。1914年，与山本有三和芥川龙之介等人创办第三次《新思潮》杂志，发表处女作《湖水和他们》。1915年毕业。1917年为了维持生活，翻译了雨果的《悲惨世界》，大获好评，成为畅销书。
1923年成为法政大学法文学部教授。1925年重新开始创作活动。1932年成为明治大学文艺科教授。1934年，由于和法政大学的野上豊一郎、森田草平等人产生矛盾，而被解雇。1936年成为河出书房的編集顾问。1938年重新受聘为法政大学教授。
第二次世界大战后，致力于恢复重建日本笔会，并于1947年当选干事长。1949年，不再担任教授，转而成为法政大学名誉教授。同年成为日本艺术院会員。
1952年出版译著《约翰·克利斯朵夫》。1955年在東京都文京区千駄木的家中去世。

## 作品
代表作有《苏生》(1918)、《旷野》(1923)、《丑角》(1934)、《浊酒幻想》(1952)等。他的小说注重理性结构与诗意，带有心理主义色彩，与私小说恰好形成鲜明对比。